# Старая Покровка (Ошская область)
Старая Покровка (кирг. Старая Покровка) — село в Узгенском районе Ошской области Кыргызстана. Входит в состав Кызыл-Октябрьского аильного округа. Код СОАТЕ — 41706  255 844 01 0

## Население
По данным переписи 2023 года, в селе проживало 2 348 человек.